# Talk That Talk (canção)
"Talk That Talk" é uma canção da cantora barbadense Rihanna, gravada para o seu sexto álbum de estúdio de mesmo título. Conta com a participação do rapper norte-americano Jay-Z, sendo composta pelo próprio com auxílio de Ester Dean, Mikkel S. Eriksen, Tor Erik Hermansen, Anthony Best, Sean Combs, Carl Thompson, Christopher Wallace e a produção esteve a cargo da equipa StarGate. A sua gravação decorreu em 2011 nos estúdios Roc The Mic Studios, Nova Iorque, Westlake Recording Studios em Los Angeles e Hide Out Studios, Londres. Foi posteriormente confirmada como terceiro single do disco.
A canção deriva de origens estilísticas do hip-hop e R&B, o seu arranjo musical é composto por sintetizadores. Mesmo antes de ter sido lançada como single, devido às vendas digitais posteriores ao lançamento do disco, conseguiu entrar em várias tabelas musicais.

## Antecedentes

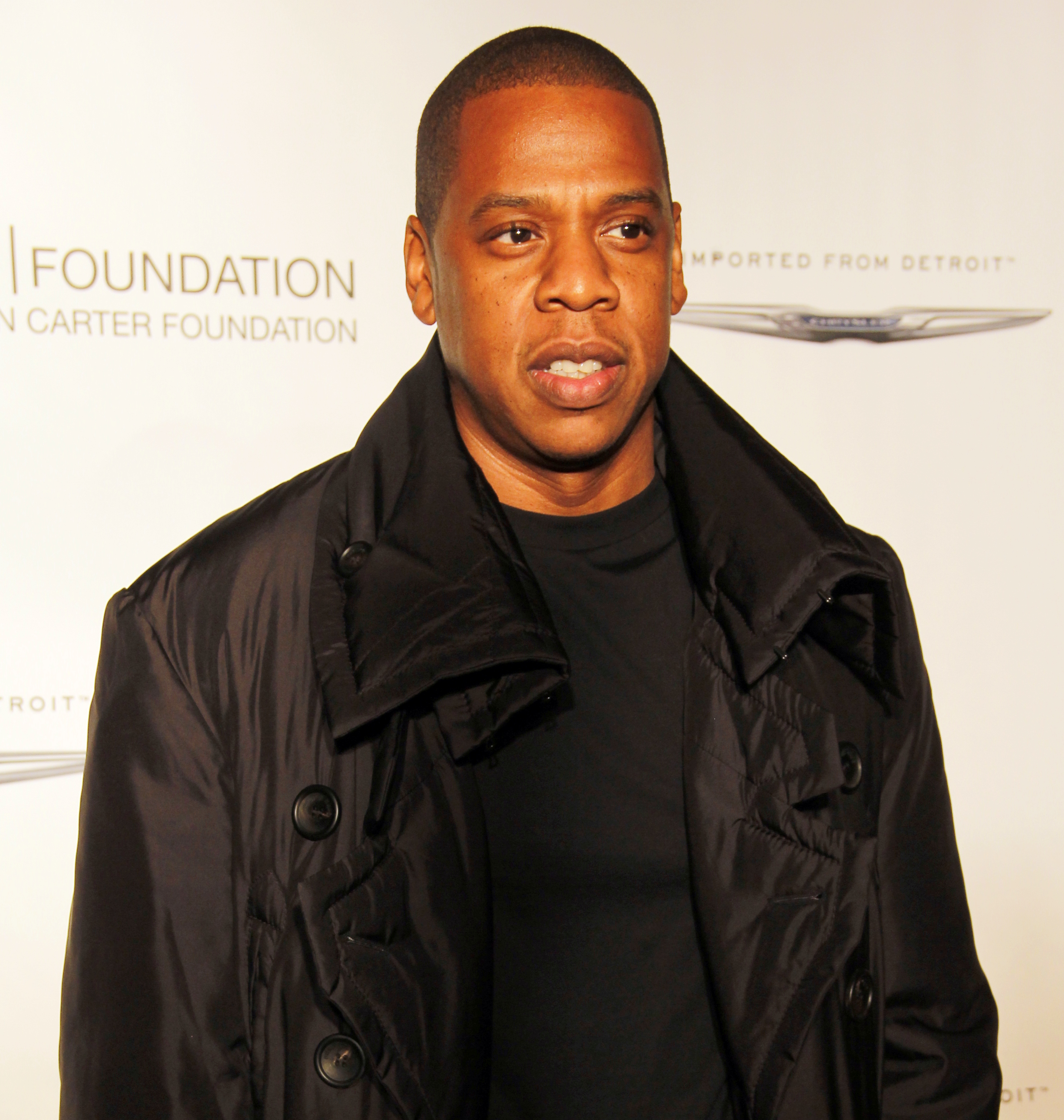
"Talk That Talk" possui participação do rapper norte-americano Jay-Z, que também co-escreveu a canção.

Antes do lançamento de seu sexto álbum de estúdio, Talk That Talk, Rihanna foi a sua conta no Twitter para falar sobre detalhes de seu novo trabalho musical. Em um de seus tweets, a cantora revelou que, além do single "We Found Love", no qual Calvin Harris é creditado, o álbum haveria somente mais um artista convidado, porém não revelou quem seria. Em 8 de Novembro de 2011, a artista voltou ao seu Twitter para dizer que Jay-Z seria o convidado da faixa-título do álbum. O empresário de Rihanna, Jay Brown, disse que eles não "acreditam em contribuições" e como era importante "ficar por conta própria", por isso o álbum só contava com duas colaborações. A respeito de como a colaboração surgiu, ele disse que "ocorreu naturalmente". "Talk That Talk" é a terceira maior colaboração entre Rihanna e Jay-Z depois de "Umbrella" em 2007 e "Run This Town" em 2009. A primeira foi lançada como o primeiro single do terceiro álbum de Rihanna, Good Girl Gone Bad e a última, que também possui participação de Kanye West, foi lançada como o segundo single do álbum The Blueprint 3, de Jay-Z.
No final de dezembro de 2011, Rihanna questionou os seus fãs via Twitter sobre qual canção de Talk That Talk deveria ser lançado como o terceiro single do álbum. Em 10 de janeiro de 2012, Rihanna anunciou que a faixa título do disco seria o próximo single. Junto com a mensagem, ela também postou a capa para o single. A imagem em preto e branco apresenta Rihanna agachada contra uma parede e vestindo roupas punk.

## Estilo musical
"Talk That Talk" foi composta por Ester Dean, Mikkel S. Eriksen, Tor Erik Hermansen, Shawn Carter, Anthony Best, Sean Combs, Chucky Thompson e Christopher Wallace. A produção ficou a cargo de Eriksen e Hermasen através do nome Stargate. A equipa produziu anteriormente três singles que se tornaram hits internacionais no álbum antecessor de Rihanna, Loud. Em uma entrevista com o portal norueguês 730.no, Tom Erik Hermansen da Stargate disse que era a primeira vez que haviam trabalhado com Jay-Z e comentou que estava feliz e satisfeito com a faixa, e que "o verso de Jay-Z é louco — assim como os de Rihanna". A canção deriva de origens estilísticas do hip-hop e R&B e seu arranjo musical é composto por sintetizadores. A faixa também incorpora demonstrações de "I Got a Story to Tell" de The Notorious B.I.G., do seu disco de 1997, Life After Death e se assemelha à "Rude Boy", single de 2010 de Rihanna, uma vez que, assim como a faixa, "Talk That Talk" possui simples arranjos vocais. A canção se inicia com os versos de rap "Eu falo de muito dinheiro, de casas enormes/ Eu vendo arenas que chamo de basílicas/ Uma voz de milhões de dólares está no telefone/ Nós vamos rumo ao topo, se quiser vir, venha", pronunciados por Jay-Z.

## Recepção da crítica
De acordo com Claire Suddath da revista Time, os versos do rapper mostra a diversidade de alegria que ele tem enquanto pronuncia-os. Melissa Maerz do Entertainment Weekly também notou que "Jay-Z possui seu mesmo estilo de vida jet-set na faixa-título, já que ele pode voar para Pisa somente para ter uma pizza". Em uma revisão para o álbum, Adrian Thrills do Daily Mail notou que "Talk That Talk" é uma faixa "lenta e sensual". O revisor do Daily Mirror Gavin Martin comentou que a faixa-título "não veio somente para tirar a coroa de popozuda de Beyoncé". Stevie M. do Sputnikmusic disse que a canção é uma forte candidata a dominar o airplay. David Griffiths do 4 Music apreciou o estilo musical da faixa e comentou que assim como as colaborações anteriores de Jay-Z e Rihanna, esta também não vai desapontar. Jocelyn Vena da MTV News apreciou a canção e disse que ela é "forte" e possui "brilho o suficiente".

## Créditos
Todo o processo de elaboração da canção atribui os seguintes créditos pessoais:
- Vocais - Rihanna, Jay-Z
- Composição - Ester Dean, Mikkel S. Eriksen, Tor Erik Hermansen, Shawn Carter, Anthony Best, Sean Combs, Carl Thompson, Christopher Wallace
- Produção - Stargate
- Gravação musical - Mikkel S. Eriksen, Miles Walker
- Gravação vocal - Kuk Harrell, Marcos Tovar

## Desempenho nas tabelas musicais
Após o lançamento de Talk That Talk, devido às fortes descargas digitais, a faixa estreou na Irish Singles Chart na 40.ª posição. Na mesma semana, a canção também entrou na UK Singles Chart na 25.ª colocação e na Billboard Hot 100 no 31.º posto devido a mais de 73 mil descargas nos Estados Unidos.

### Posições
| Tabela musical (2011/2012)                   | Melhor posição |
| -------------------------------------------- | -------------- |
| Austrália - ARIA Charts                      | 42             |
| Austrália Urban - ARIA                       | 9              |
| Canadá - Canadian Hot 100                    | 30             |
| Dinamarca - Tracklisten                      | 21             |
| Escócia - Scottish Singles Chart             | 20             |
| Espanha - PROMUSICAE                         | 37             |
| Estados Unidos - Billboard Hot 100           | 31             |
| Estados Unidos - Billboard R&B/Hip-Hop Songs | 12             |
| França - SNEP                                | 24             |
| Irlanda - IRMA                               | 7              |
| Japão - Japan Hot 100                        | 41             |
| Noruega - VG-lista                           | 4              |
| Nova Zelândia - RIANZ                        | 3              |
| Reino Unido - UK R&B Singles Chart           | 7              |
| Reino Unido - UK Singles Chart               | 21             |
| Suécia - Sverigetopplistan                   | 13             |
| Suíça - Schweizer Hitparade                  | 11             |

## Histórico de lançamento
| País           | Data                  | Formato          | Editora discográfica |
| -------------- | --------------------- | ---------------- | -------------------- |
| Estados Unidos | 17 de Janeiro de 2012 | Rádios Urban     | Def Jam Recordings   |
| Reino Unido    | 12 de Março de 2012   | Descarga digital | Def Jam Recordings   |